# Acacia riceana
Acacia riceana é uma espécie de leguminosa do gênero Acacia, pertencente à família Fabaceae.